# Aktives Teil
| die Außenleiter in bevorzugter Farbgebung |
| L1                                        |
| L2                                        |
| L3                                        |
| der Neutralleiter                         |
| N                                         |

| der PEN-Leiter   |
|                  |
| der Schutzleiter |
| PE               |

Ein aktives Teil ist ein elektrisch leitfähiges Teil, das dazu vorgesehen ist, im üblichen Betrieb unter Spannung zu stehen. Von einem aktiven Teil muss nicht zwingend das Risiko eines elektrischen Schlages ausgehen. Bei Teilen, bei denen dieses Risiko besteht, spricht man von einem gefährlichen aktiven Teil. Gefährliche aktive Teile dürfen lt. VDE 0140-1 nicht berührbar sein und berührbare leitfähige Teile dürfen auch unter Einzelfehlerbedingungen nicht zu gefährlichen aktiven Teilen werden.

Zu den aktiven Teilen gehören auch folgende elektrischen Leiter:
- Außenleiter (Hoch- und Niederspannung)
- Neutralleiter, vereinbarungsgemäß jedoch nicht ein PEN-Leiter

Außenleiter und Neutralleiter werden als aktive Leiter bezeichnet. Des Weiteren sind diese Leiter auch dazu vorgesehen, im üblichen Betrieb einen elektrischen Strom zu führen.
Nicht dazu gehören der PEN-Leiter, der PEM-Leiter und der PEL-Leiter, da sie zusätzlich eine Schutzfunktion besitzen sowie der PE-Leiter (Schutzleiter), der eine reine Schutzfunktion besitzt.

## Weblink
- DKE Deutsche Kommission Elektrotechnik Elektronik Informationstechnik in DIN und VDE: Internationales Elektrotechnisches Wörterbuch. Deutschsprachige Online-Ausgabe des IEV; einschließlich der Definitionen aus IEC 60050 in englischer und französischer Sprache.

## Normen
- EN 61140:2002-03 + A1:2006-08 (IEC 61140:2001 + A1:2004 modifiziert; VDE 0140-1:2007-03) Schutz gegen elektrischen Schlag - Gemeinsame Anforderungen für Betriebsmittel und Anlagen
- DIN VDE 0100-200:2006-06 Errichten von Niederspannungsanlagen – Teil 2: Begriffe (IEC 60050-826:2004, modifiziert)
- HD 60364-4-41:2007-01 (IEC 60364-4-41:2005-12 modifiziert; VDE 0100-410:2007-06) Errichten von Niederspannungsanlagen – Teil 4-41: Schutzmaßnahmen – Schutz gegen elektrischen Schlag
- DIN VDE 0105-100:2015-10 Betrieb von elektrischen Anlagen – Teil 100: Allgemeine Festlegungen